# Worthington (Ohio)
Worthington – miasto w Stanach Zjednoczonych, w centralnej części stanu Ohio.
Liczba mieszkańców w 2000 roku wynosiła 14 132.